# でやんな祭
でやんな祭（出やんな祭、でやんなまつり）は、島根県隠岐郡西ノ島町別府（旧・知夫郡黒木村別府）の耳浦神社で行われる祭（造酒神事）。であんな祭ともいう。個人の信仰を持った神社に無関係の集落の者が一緒になって物忌みをし崇拝するという形態の祭であり、民俗学上注目されている神事である。

## 概要
島根県隠岐郡西ノ島町の耳浦神社で年2回行われる祭（酒造りの神事）。神事が始まる前に「でやんなよう（出逢うな／出るな）」と告げられ、その神事の間はその神事を行う者以外の外出が禁じられていることからこの名前がつく。この神事により造られた酒の出来具合でその季の豊凶を占う。

## 日時・場所
毎年、春と秋の2回行われる。明治時代の記録では旧暦の2月初午と9月28日に行われていたが、現代は新暦の3月初巳と10月28日に行われている。春は午後7時頃、秋は午後8時頃から始められる。
場所は、耳浦神社と呼ばれる祠と、当屋の家または西ノ島町にある公会堂となる。

### 耳浦神社
島根県隠岐郡西ノ島町別府の山中に、耳浦川と呼ばれる小川に面して杉の木が2本立っており、その下に「耳浦神社」と呼ばれる小さな祠がある。地元の人々は「山神（）さん」「荒神（）さん」とも呼び、神社の前を通るだけでなく、話題にすることをも憚るほど、恐ろしい神として崇めている。また、偉い行者でも治せない病気にかかっても、耳浦神社に祈願すれば治るとも信じられている。耳浦神社が祀られている山も、古来より神の山として地元の人々に畏れられている。
この神社は、古くはその別府の庄屋である御方屋近藤家の鎮守神を祀る山神社であった。代々、近藤家が宮守を勤めており、古い記録としては、元禄2年（1689年）の棟札に願主として近藤家の名前が書かれている。明治時代に近藤家が移転した後はその親戚によって祭が続けられていたが、神社合祀の影響で中断され、後に区長を当屋として復活した。神職は、海神社または焼火神社の宮司が務める。

## 内容
準備などには総代や世話人なども参加するが、基本的には神職と従者となる者（車で移動する場合にはその運転手を含む）のみで執り行われる。神事の内容は春秋ともに同様のものである。

### 準備
耳浦神社での造酒に用いる米や麹、粢などの供物、女竹を用いた幣串4本、注連縄などを準備し、前日には境内を掃除する。
当日は、朝から「耳浦神社」という赤い幟が立てられ、人々は仕事を早く止めて帰宅するのが習わしとなっている。

### 前儀
当屋の家の床の間または公会堂に祭壇を設置する。祭壇には「大山祇大神」という神号を掛け、御幣3本を立て、粢と酒、魚、野菜、塩を供える。この段階の祭は当屋と神職の2人だけで行われ、祭壇のある部屋は襖を立てて締め切り、祝詞は微音で奏する。
出発の30分前になると、従者または有線放送により「でやんなよう」と告げ、さらに10分ほど経つともう一度「でやんなよう」と呼びかける。この呼びかけは、この祭に出逢うと罰が当たる、この祭の神職に会ったり提灯の灯りを見ると目が潰れると言われていることから、物忌みをして「（祭に）出逢うなよ」「（外に）出るなよ」という意味を持つ。この声を聞いた人々は、家の戸を閉ざし、すべての窓を閉め、明かりが外に漏れないようにして、一切の物音を立てないように家の中で物忌みをする。
これが終わると、神職と従者は口に榊の葉を加えてお互いに喋らないようにし、草履で外に出る。神職は祝詞を、従者は提灯と米、麹、注連縄、柄杓などを持ち、御幣を捧げて耳浦神社へ向かう。

### 神事
神職と従者が耳浦神社に到着すると、脇にある造酒用の石甕の石蓋を取り、半年前の神事で造られた酒が出来ているかどうか確かめる。この出来具合により豊凶を占う。それを確かめた後すぐにその酒を捨てて、神社の下を流れる小川の水を汲んで石甕を洗う。その石甕に、従者が持参した米を入れて石蓋をし、その石蓋の上に紙に包んだ麹を乗せ、その上から柄杓で水を3回かけ、石甕を祓い祈念して新しく酒を仕込む。その次に注連縄を取り替え、祝詞を奏上して礼拝する。その間、従者は携えた藁で庭燎を炊く。
神事が終わり帰途に着く途中、松の峰（耳浦トンネルの入り口）で、もう一度礼拝をし、続いて、神職と従者は「おめでとうございます」と祝言を唱え、ここで初めて会話する。

### 直会
当屋または公会堂に戻った神職と従者は帰ったことを大声で伝え、直会が始まる。祭壇に上げられていた供物の粢を吸い物にして飲む。